# Ánna Víssi

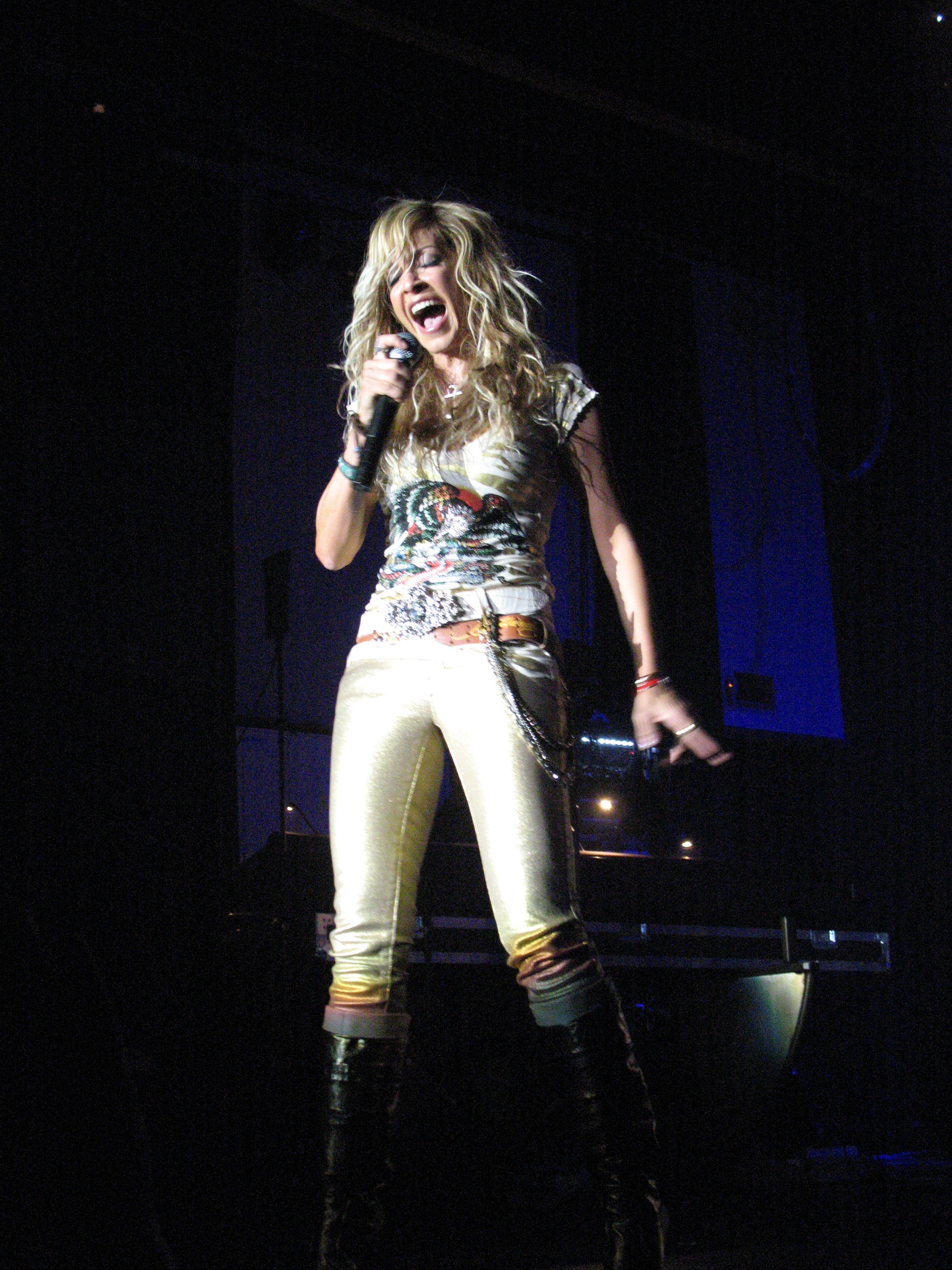
Anna Vissi en 2007.

Ánna Víssi (en grec Άννα Βίσση) est une chanteuse chypriote grecque née à Pýla (Chypre) le 20 décembre 1957.
Après avoir représenté la Grèce au Concours Eurovision de la chanson 1980 où elle finit 13e avec Ωτοστοπ (Autostop), puis Chypre au concours 1982 où elle finit 5e avec Μόνο η αγάπη (Mono i agapi/Seulement l'amour), elle représente à nouveau la Grèce lors du concours 2006, où elle se classe à la 9e place avec la chanson Everything (Tout). Elle porte pour l'occasion un ensemble signé Jean-Paul Gaultier.

## Discographie

### Albums (en grec)
- 1977 : As Kanoume Apopse Mian Arhi
- 1979 : Kitrino Galazio - Platinum
- 1980 : Nai - Platinum
- 1982 : Anna Vissi
- 1982 : Eimai To Simera Kai Eisai To Hthes
- 1984 : Na 'Hes Kardia - Gold
- 1985 : Kati Simveni - Gold
- 1986 : I Epomeni Kinisi - Platinum
- 1988 : Tora - Gold
- 1988 : Empnefsi! - Gold
- 1989 : Fotia - Platinum
- 1990 : Eimai - Gold
- 1992 : Emeis - Gold
- 1992 : Lambo - Platinum
- 1994 : Re! - Gold
- 1995 : O! Kypros
- 1996 : Klima Tropiko - 3x Platinum
- 1997 : Travma - 3x Platinum
- 1998 : Antidoto - 3x Platinum
- 2000 : Kravgi - 7x Platinum
- 2002 : X - 2x Platinum
- 2003 : Paraksenes Eikones - 2x Platinum
- 2005 : Nylon - Platinum
- 2008 : Apagorevmeno - 2x Platinum
- 2010 : Agapi Ine Esi - Gold
- 2015 : Sinentefxi - Platinum
- 2019 : Iliotropia - Platinum

### Albums (en anglais)
- 2000 : Everything I Am - Gold
- 2010 : Untitled English Album

### Maxi Singles/EPs
- 1995 : Amen
- 1995 : Ime Poli Kala
- 1995 : Min Ksehnas
- 1997 : Oso Eho Foni/Autos Pou Perimeno Remixes
- 1997 : Forgive Me This
- 2000 : Agapi Ypervoliki EP - 4х Platinum
- 2000 : Everything I Am - Platinum
- 2001 : Still In Love With You
- 2001 : Mala, I Musiki Tou Anemou - Gold
- 2003 : the remi-X-es EP
- 2004 : Remixes 2004 EP
- 2005 : Call Me - Gold
- 2006 : Autostop/Mono I Agapi
- 2006 : Everything - Gold
- 2010 : Summer Sensation EP
- 2010 : Agapi Ine Esi
- 2012 : Tiranieme EP

## DVD
- 2001: Anna Vissi: The Video Collection - Gold
- 2005: Anna Vissi Live - Gold